# 雷弩機兵ガイブレイブ
『雷弩機兵ガイブレイブ』（ライドギア ガイブレイブ）は、アクセラが1997年7月17日に発売したプレイステーション用アクションRPGのタイトル。
過去の戦争で墜落した宇宙戦艦の眠る島「コロッサス島」の少年たちが人型作業機械「ライドギア」に乗り込み、島を脅かす火星軍と戦うさまを描く3Dアクションゲーム。続編として1998年10月29日に『雷弩機兵ガイブレイブII』が発売されている。この続編ではシステムやメカの頭身は一新され、奥スクロールシューティングとなっている。
関連商品としてはラジオドラマを収録したCD（全3巻）の他、バンダイよりプラモデルでの玩具展開も行われていた。

## ゲームシステム
プレイヤーは、4人の主人公から1人を選択してゲームを開始することになる（2人プレイの場合はそれぞれ1人ずつ選択する）。プレイヤーキャラはゲーム開始地点である研究所に戻れば、いつでも変更することが可能である。その場合、装備やアイテム・お金は共通だがレベルやモーターは各キャラ固有のもののため引き継げない。
マップ画面を自由に行き来し、ストーリーに沿って拠点へ到達あるいは往復しながら、その合間にある「草原」「森」「砂漠」「荒野」などのステージで大量に現れる敵と戦い、突破する。以上がプレイヤーの主な行動となる。

### ベルトアクションとしての特徴
本作は「前後移動（X軸）＋左右移動（Y軸）＋ジャンプ（Z軸）」の移動軸を持つベルトスクロールアクションゲームである。
「数回のパンチ→大技」といった連続技や必殺技・投げ技のほか、人型ロボットであるライドギアならではの動作として、地を滑るダッシュ・滞空時間を延ばすホバリングなどが標準装備されている。
武器は拳だけではなく、弾数制限のある肩部メインウェポンにはグレネードランチャー・ミサイル・レーザーなどの強力な重火器が、弾数制限の無い腕部ハンドウェポンには剣・ヨーヨー・ドリル・拳銃・マシンガンなどの豊富な武装が用意されており、プレイヤーはこれらを街中の店で購入し、いつでも装備を変更することができる。一度購入した武器は、弾切れや破壊などの理由で無くなることはない。
プレイヤーの機体は緊急回避や全体攻撃の手段として、回数制限のある強力なボンバーも備えている。ボンバーは街のエネルギースタンドでヒットポイントやエネルギーを回復する際に3回分までチャージされる。それ以上の回数を使用するためには、アイテムのストックボムを使う必要がある。それにより最高99回分までチャージが可能。
また、各機体にはシールドも装備されている。シールドには前方タイプと全方位タイプが存在し、街のシールド屋で購入することができる。各シールドの防御率は物理ダメージ・熱光学ダメージの二つに対して数値が設定されている。

### 機体の強化
自機となるライドギアは、その腕と肩にそれぞれ3個までの武器を装備し、戦闘中にはそれらを使い分けることができる。腕部・肩部のそれぞれで装備可能な武器は異なっているが、肩部の武器は例外なくエネルギーを消費する仕組みとなっているため、同分類・同価格帯では腕部よりも強力な兵器が多い。
ステージを進める毎に敵キャラクターの性能は飛躍的に上がっていくため、敵を倒して手に入る通貨（クレジット）であるメックを使って強力な武器や回復アイテムを購入しないと、ゲームをクリアすることは難しい。多くのコンピュータRPGがそうであるように、「ストーリーの進行」と「購入できる武器やアイテムの性能・価格」は比例の関係にある。
敵を倒すことで経験値が入り、レベルが上昇する。ヒットポイントの量と必殺技の種類はレベルアップするごとに増えていく。格闘武器の攻撃力とダッシュ速度・ホバリング能力は街のモーター屋でより上位の腕部・脚部のモーターに買い換えることによって上昇する。メインウェポンのエネルギー量は各ライドギアごとに決められた量で固定されており、増えることはない。

### 協力プレイと対戦モード
本作は2人協力プレイが可能である。ゲーム開始時には、2枚のメモリーカードに1人ずつのデータをセーブするか、1枚のメモリーカードに2人用のデータをセーブするかを選ぶことが出来、前者であればプレイヤーは相手が居ない時にも1人プレイでゲームを進めることができる。
対戦モードも存在しており、ストーリーモードで成長させカスタマイズしたプレイヤー機体を持ち寄って対戦できるほか、ゲーム中に遭遇した敵のライドギア・オービタルギアで戦うこともできる。

## ストーリー
月国家シレナイトと火星国家マーシャンズによる人類初の星間戦争・MM大戦の終結には25年を要した。
終戦直前に地球の孤島へと墜落した月軍の戦艦「コロッサス」の乗組員は、月への帰還を断念していた。その島を「コロッサス島」と名付け入植に成功した彼らは地上で平和な毎日を送り、そして終戦から30年の月日が流れた。
ケン、スカリー、ライデン、ジョニーらコロッサス島の少年たちが、いつものようにライドギアの操縦訓練をしていたある日のこと、火星軍のダハー大佐率いる軍用機「オービタルギア」の小隊が島に現れる。
遺跡となった宇宙船跡へと散歩に出ていた島の少女・モモリータを、なぜか付け狙う火星軍の面々。彼らを阻止すべくケン達は戦闘を開始するが、軍用機には歯が立たず、モモリータはダハー大佐たちに連れ去られてしまう。
何故モモリータが拉致されたのか? 老科学者ケモー博士に課せられたライドギアの訓練は、この日の為のものだったのか?　数々の謎を抱えつつも、モモリータと火星軍の行方を追うために、少年たちは追跡を開始する。

## キャラクター

### コロッサスタウン
ケンら少年少女たちは10代前半から中盤程度の年齢である。
ケン声：岩田光央
破天荒で明るい熱血漢。不真面目な面も多いが決める時は決めるリーダー格。
スカリー声：宮村優子
おてんばな少女。ケンとは事あるごとに喧嘩をするが、じゃれ合いの範疇である。
ライデン声：池水通洋
無骨な武人を目指す大食漢。冷静沈着で武士道精神を重んじる。背中の刀と語尾の「ゴザル」がトレードマーク。
ジョニー声：置鮎龍太郎
クールでキザな色男。洞察力に優れ、一歩引いた視点で物事を見ようとしている。
ケモー博士声：青野武
戦艦コロッサスに乗りMM大戦を生き残った科学者の老人。現在はコロッサスタウンに構えた研究所で暮らしている。身寄りの無いモモリータを引き取って育てているほか、ケンたち4人に自作のライドギアを与えて操縦を教えている。
モモリータ声：笠原留美
無口で引っ込み思案な少女。外見的には10歳そこそこの少女でしかないが、その身体には島はおろか世界の存亡にすら関わりかねない秘密が隠されている。研究所で炊事洗濯などの雑用を担当している。
ナユリータ声：丹下桜
マーシャンズに追われる謎の少女。
シャローナ声：三石琴乃
ラグナロック号のオペレーター。

### 火星軍
ダハー大佐声：郷里大輔
任務のためにコロッサス島に現れた軍人。物語の序盤ではケンたちをまるで寄せ付けないままモモリータを拉致し、圧倒的な壁としての存在感を植え付ける。
ゲゲン中隊長声：森功至
女性的な話し方をする中年男性。「レーザー小隊」「ホーミング小隊」などの特定の武器に特化したオービタルギア小隊を率いてケン達に襲いかかる。いわゆる中ボス的な存在である。

## メカニック

### プレイヤーの機体
ブレイブ
ケンの搭乗するライドギア。各方面において平均的な性能を持つ。
ハーピー
スカリーの乗機。スピードとメインウェポンのエネルギー量で優位に立つ反面、攻撃力とヒットポイントは少ない。女性らしい丸みを帯びたデザイン。
シクローペ
ライデンの乗機。4機の中で最大のヒットポイントと攻撃力を誇るが、スピードは最も低い。大きな額には『宇宙戦艦ヤマト』の波動砲にも似た紋様が付けられている。
エッジ
ジョニーの乗機。4機の中で最高のスピードを持つが、ヒットポイントが最も低い。F1マシンを意識した鋭角的なデザインである。
月光将軍
ケモー博士が密かに開発していたライドギア。ブリキ人形のロボットそのままの風貌をしている。プレイヤーの機体を性能はそのままで見た目だけ月光将軍へと変更させる裏技が存在する。

### 敵キャラクターの機体
敵のメカニックは一部を除いて対戦モードで使用可能である。
マーズサーベイヤ
火星軍における標準的な軍用ギア（オービタルギア）。胸を上に突き上げて手足を折りたたむことで、大気圏内での飛行も可能な巡航モードへと変形する。
ザウエル
ダハー大佐の搭乗する火星軍指揮官用の黒いオービタルギア。マーズサーベイヤと同じように可変機構を持つ。
上記二体には対戦モードにおいて、コマンド入力により変形させ飛行させる事が出来る裏技がある。